# Campionati europei di atletica leggera indoor 2023 - Salto in alto maschile
Il concorso del salto in alto maschile ai campionati europei di atletica leggera indoor di Istanbul 2023 si svolge il 3 e il 5 marzo 2023 presso l'Ataköy Athletics Arena.

## Podio
| Pos.    | Atleta          | Nazionalità |
| ------- | --------------- | ----------- |
| Oro     | Douwe Amels     | Paesi Bassi |
| Argento | Andrij Procenko | Ucraina     |
| Bronzo  | Thomas Carmoy   | Belgio      |

## Record e miglior prestazione
| Record                | Record           | Record | Record                  | Record           |
| --------------------- | ---------------- | ------ | ----------------------- | ---------------- |
| Record mondiale       | Javier Sotomayor | 2,43 m | Budapest, Ungheria      | 4 marzo 1989     |
| Record europeo        | Carlo Thränhardt | 2,42 m | Berlino, Germania Ovest | 26 febbraio 1988 |
| Record dei campionati | Stefan Holm      | 2,40 m | Madrid, Spagna          | 6 marzo 2005     |

La miglior prestazione indoor 2023 sarebbe il 2,38 m del russo Danil Lysenko, ma è squalificato dal TAS per 6 anni dal 2021. La miglior prestazione all’aperto e indoor è dunque il 2,34 m di Gianmarco Tamberi per vincere la Diamond League 2022 a Zurigo.

## Qualificazione
Il minimo da ottenere è fissato a 2,30 m ottenuto all’aperto o indoor nel 2022-2023 e, per raggiungere il target di 18 atleti complessivi, è usato il sistema dei World Athletics Rankings.
Solo 5 atleti hanno ottenuto il minimo previsto (Entry Standard):
- Andriy Protsenko, 2,32 m, Športová hala Dukla, Banská Bystrica (SVK) - 14 febbraio 2023
- Loïc Gasch, 2,31 m, Štark Arena, Belgrado (SRB) - 20 marzo 2022
- Enes Talha Şenses, 2,31 m, Ali Naili Moran Atletizm Sahası, Ankara (TUR) - 22 giugno 2022
- Tobias Potye, 2,30 m, Olympiastadion, Berlino (GER) - 26 giugno 2022
- Mateusz Przybylko (DNS), 2,30 m, Olympiastadion, Berlino (GER) - 26 giugno 2022

Completano i qualificati secondo il loro ranking mondiale:
- Norbert Kobielski (POL), 11º in World Rankings quota - 1261 punti
- Thomas Carmoy (BEL) 20º - 1226 pts
- Marco Fassinotti (ITA) 27º - 1199 pts
- Jonas Wagner (GER) 31º - 1184 pts
- Douwe Amels (NED)  33º - 1181 pts
- Juozas Baikštys (LTU)  41º - 1162 pts
- Tihomir Ivanov (BUL) 42º - 1160 pts
- Stefano Sottile (ITA) 44º - 1158 pts
- Péter Bakosi (HUN)  48º - 1152 pts
- Antonios Merlos (GRE)  51º - 1148 pts
- Christian Falocchi (ITA) 53º - 1145 pts
- Gerson Baldé (POR)  59º - 1139 pts
- Vadym Kravchuk (UKR) 65º – 1130 pts

Lo junior Edoardo Stronati (ITA) è il primo degli esclusi con 1126 punti.

## Programma
| Data         | Ora   | Turno          |
| ------------ | ----- | -------------- |
| 3 marzo 2023 | 19:00 | Qualificazioni |
| 5 marzo 2023 | 19:05 | Finale         |

## Risultati

### Qualificazioni
Si qualificano alla finale gli atleti che raggiungono la misura di 2,26 m (Q) o i migliori 8 (q).
| Class. | Atleta             | Nazione     | 2,08 m | 2,14 m | 2,19 m | 2,23 m | 2,26 m | Risultato | Note                                     |
| ------ | ------------------ | ----------- | ------ | ------ | ------ | ------ | ------ | --------- | ---------------------------------------- |
| 1      | Douwe Amels        | Paesi Bassi | –      | o      | o      |        |        | 2,19 m    | q                                        |
| 1      | Thomas Carmoy      | Belgio      | o      | o      | o      |        |        | 2,19 m    | q                                        |
| 1      | Norbert Kobielski  | Polonia     | o      | o      | o      |        |        | 2,19 m    | q                                        |
| 1      | Andrij Procenko    | Ucraina     | o      | o      | o      |        |        | 2,19 m    | q                                        |
| 5      | Christian Falocchi | Italia      | o      | o      | xxo    |        |        | 2,19 m    | q                                        |
| 5      | Marco Fassinotti   | Italia      | o      | o      | xxo    |        |        | 2,19 m    | q                                        |
| 5      | Loïc Gasch         | Svizzera    | o      | o      | xxo    |        |        | 2,19 m    | q                                        |
| 5      | Tobias Potye       | Germania    | o      | o      | xxo    |        |        | 2,19 m    | q                                        |
| 9      | Péter Bakosi       | Ungheria    | o      | o      | xxx    |        |        | 2,14 m    |                                          |
| 9      | Gerson Baldé       | Portogallo  | o      | o      | xxx    |        |        | 2,14 m    |                                          |
| 9      | Tihomir Ivanov     | Bulgaria    | o      | o      | xxx    |        |        | 2,14 m    |                                          |
| 9      | Enes Talha Şenses  | Turchia     | o      | o      | xxx    |        |        | 2,14 m    |                                          |
| 13     | Adónios Mérlos     | Grecia      | xo     | o      | xxx    |        |        | 2,14 m    |                                          |
| 14     | Vadym Kravchuk     | Ucraina     | xo     | xo     | xxx    |        |        | 2,14 m    |                                          |
| 14     | Jonas Wagner       | Germania    | xo     | xo     | xxx    |        |        | 2,14 m    |                                          |
| 16     | Juozas Baikštys    | Lituania    | o      | xxo    | xxx    |        |        | 2,14 m    | Miglior prestazione personale stagionale |
| 17     | Stefano Sottile    | Italia      | o      | xxx    |        |        |        | 2,08 m    |                                          |

### Finale[6]
| Pos.    | Atleta             | Nazione     | 2,10 m | 2,15 m | 2,19 m | 2,23 m | 2,26 m | 2,29 m | 2,31 m | 2,33 m | Risultato | Note                                     |
| ------- | ------------------ | ----------- | ------ | ------ | ------ | ------ | ------ | ------ | ------ | ------ | --------- | ---------------------------------------- |
| Oro     | Douwe Amels        | Paesi Bassi | –      | o      | o      | xo     | xo     | xxo    | xo     | xr     | 2,31 m    | =                                        |
| Argento | Andrij Procenko    | Ucraina     | o      | o      | o      | o      | xo     | o      | xx-    | x      | 2,29 m    |                                          |
| Bronzo  | Thomas Carmoy      | Belgio      | xo     | o      | o      | o      | o      | xxo    | xxx    |        | 2,29 m    | Miglior prestazione personale            |
| 4       | Tobias Potye       | Germania    | –      | xo     | o      | xo     | o      | xx-    | x      |        | 2,26 m    |                                          |
| 5       | Norbert Kobielski  | Polonia     | o      | o      | o      | xo     | xo     | xxx    |        |        | 2,26 m    | Miglior prestazione personale stagionale |
| 6       | Christian Falocchi | Italia      | xo     | xo     | xxo    | xxx    |        |        |        |        | 2,19 m    |                                          |
| 7       | Loïc Gasch         | Svizzera    | o      | xo     | xxx    |        |        |        |        |        | 2,15 m    |                                          |
| 8       | Marco Fassinotti   | Italia      | xo     | xxo    | xxx    |        |        |        |        |        | 2,15 m    |                                          |